# Liste der Kulturdenkmäler in Freimersheim (Rheinhessen)
In der Liste der Kulturdenkmäler in Freimersheim sind alle Kulturdenkmäler der rheinland-pfälzischen Ortsgemeinde Freimersheim aufgeführt. Grundlage ist die Denkmalliste des Landes Rheinland-Pfalz (Stand: 25. März 2025).

## Freimersheim
| Bezeichnung                  | Lage                               | Baujahr                | Beschreibung | Bild            |
| ---------------------------- | ---------------------------------- | ---------------------- | --- | --------------- |
| Kriegerdenkmal               | Hauptstraße, auf dem Friedhof Lage | 1875                   | Kriegerdenkmal 1870/71, obeliskartiger Sandsteinpfeiler mit Relief des Eisernen Kreuzes im Lorbeerkranz, 1875 | BW              |
| Grabmäler                    | Hauptstraße, auf dem Friedhof Lage | ab 1875                | Grabmal Peter Aulbach († 1909), Säulenstumpf mit Draperie; Grabmal Maria Meißler, geb. Nebler († 1875), antikische Reliefstele; Grabmal A. Elisabetha Opp († 1883), Stele mit welkem Baum als Rahmenrelief                                                                                      | BW              |
| Evangelische Kirche          | Hauptstraße 4 Lage                 | 1724                   | barocker Saalbau, 1724 | BW              |
| Kriegerdenkmal               | Hauptstraße, vor Nr. 4 Lage        | 1934                   | Kriegerdenkmal 1914/18, wachender Soldat, 1934 | BW              |
| Schul- und Rathaus           | Hauptstraße 7 Lage                 | 1869/70                | ehemaliges Schulhaus, jetzt Rathaus; historistischer Putzbau, 1869/70, 1901 aufgestockt | BW              |
| Rathaus                      | Hauptstraße 10 Lage                | frühes 18. Jahrhundert | ehemaliges Rathaus; Giebelbau mit Dachreiter, frühes 18. Jahrhundert | BW              |
| Wohnhaus                     | Hauptstraße 26 Lage                | frühes 18. Jahrhundert | barocker Fachwerkbau, frühes 18. Jahrhundert | BW              |
| Pumpwerk                     | Kirchweg 29 Lage                   | 1914                   | Pumpwerk und Sammelbehälter, Pyramidendachbau in einfachen Heimatstilformen, 1914 | BW              |
| Katholisches Pfarrhaus       | Pfarrgasse 5 Lage                  | spätes 19. Jahrhundert | eingeschossiger klassizierender Putzbau, spätes 19. Jahrhundert | BW              |
| Katholische Kirche St. Josef | Pfarrgasse 9 Lage                  | 1151                   | romanischer Chorturm, bezeichnet 1151, Sakristeianbau 1494, Langhaus im Kern mittelalterlich, Erweiterung bezeichnet 1612 | Fotos hochladen |
| Grabsteine                   | Pfarrgasse, bei Nr. 9 Lage         | 18. Jahrhundert        | im alten Kirchhof barocke Grabkreuze des 18. Jahrhunderts für Sebastian Burgmoser, Johann Henrich Fries († 1738) und Johann Henrich Fres (beschädigt); davor reliefierte Grabplatte mit Gebein; Grabsteine der Priester Werner Beringer († 1896) und Johann Ries († 1894), jeweils mit Kruzifix | Fotos hochladen |
| Wasserbehälter               | Schlosswiese 14 Lage               | 1914                   | Wasserbehälter, Bossenquaderbau, bezeichnet 1914 | BW              |